# 2013年6月逝世人物列表
2013年逝世人物列表：1月 - 2月 - 3月 - 4月 - 5月 - 6月 - 7月 - 8月 - 9月 - 10月 - 11月 - 12月
2013年6月逝世人物列表，是用于汇总2013年6月期间逝世人物的列表。

## 依日期排序

### 2日
- 曾御慈，32歲，台灣醫師、任職台大醫院創傷醫學部，遭酒駕駕駛開車撞傷，2日經家屬同意拔管並捐贈器官。[1]
- 陳希同，82歲，原中共中央政治局委員、中共北京市委書記，國務委員、北京市市長。死於直腸癌。[2]

### 3日
- 胡汉伟，107岁，中国最年长义工。[3]
- 珍.賈安（Jiah Khan），本名Nafisa Rizvi Khan，25歲，美國籍印度裔女演員，活躍於寶萊塢。於孟買家中逝世。[4]

### 4日
- 法蘭克·勞騰伯格（Frank Lautenberg），89歲，美國政治家，國會參議院年紀最大的民主黨議員，死於肺炎併發症。[5]
- 黎義廉爵士（Sir Patrick Nairne），91歲，英國公務員，衛生及社會保障部常務次官（1975年－1981年）、香港政府民意審核專員辦事處特派監察團成員（1984年）。[6]
- 長門勇，本名平賀勇，81歲，日本男演員。年老逝世。[7]

### 5日
- 鹽屋俊，56歲，日本電影導演兼演員，急性大動脈出血而死。[8]
- 石森达幸，81岁，日本著名声优，心臟衰竭而死。[9]
- 辛向西，96歲，中國軍事人物，副軍職離休老紅軍、雲南省臨滄軍分區原顧問。病逝。 [10]
- 費龍山，87歲，正軍職離休干部、二十一軍原政委。病逝。 [11]

### 6日
- 中村誠，87歲，日本平面設計師，任職資生堂美術平面設計，1994年（平成5年）獲得紫綬勳章。死於肺炎。[12]
- 杰尔姆·卡尔（Jerome Karle），94岁，美國化學家、1985年诺贝尔化学奖得主（页面存档备份，存于）
- 楊作洲，84歲，中華民國前立委、現任橫濱中華學院理事長。中央社（页面存档备份，存于）

### 7日
- 李文海，82岁，中国人民大学原校长，中国历史学家（页面存档备份，存于）
- 賈純青，93歲，正軍職離休干部、總政原直屬政治部副主任。病逝。 [13]

### 8日
- 含孝珠（韓語：함효주），29歲，韓國搞笑女藝人，死於交通意外。[14]

### 9日
- 村上新一郎，88歲，日本作家村上龍的生父，死於心臟衰竭。 [15]
- 稻田纳达，本名堀內秀，83歲，日本精神科醫生兼作家，病逝。[16]
- 伊恩·班克斯（Iain Banks），59岁，英国科幻小说家，死於癌症。[17]
- 蓓麗（Koumis），台灣女歌手，病逝。[18]

### 11日
- 羅伯特·福格爾（英語：Robert William Fogel）, 86歲，美國经济学家，1993年与道格拉斯·诺斯（Douglass North）一同获得诺贝尔经济学奖。以其在计量史学领域的贡献而闻名。[19]
- 羅美珍，127歲，中國廣西人瑞，自然死亡。[20]

### 12日
- 蘇杏璇，61歲，香港女演員，2012年獲第31屆香港電影金像獎最佳女配角獎，糖尿病併發症。[21]
- 木村次郎右衛門（木村 次郎右衛門），116歲，日本人，全球最高齡男性人瑞。[22]
- 洪廣志，43歲，中國大陸企業家、慧聰網副總裁兼首席技術官，不明突發疾病病逝。[23]

### 13日
- 尾崎行雄 (棒球)，68歲，前日本職業棒球運動員。死於肺癌。[24]
- 內海賢二，75歲，日本著名声优，贤Production會長。死於癌性腹膜炎（carcinomatous peritonitis）。[25]
- 伊芙琳·科札克（Evelyn Kozak），113歲，美國猶太女性、最長壽猶太人、全球第七年長的人瑞。[26]

### 14日
- 黎漢持，62歲，香港男演員，死於急性肺炎。[27]
- 张桐坡，56歲，中国足球职业经理人、辽宁足球俱乐部创建人之一兼第一任总经理。[28]
- 高鸿，94歲，中国科学院化学部院士。[29]

### 15日
- 酒井田柿右衛門 (第14代)，78歲，日本有田燒陶藝家，重要無形文化財產保持者，死於轉移性肝腫瘤。[30]
- 張林金枝，83歲，台灣企業長榮集團總裁張榮發的夫人。聯合晚報
- 肯尼斯·威尔逊（Kenneth G. Wilson），77岁，美國理論物理學家、1982年诺贝尔物理学奖获得者[31]

### 16日
- 约西普·库泽，60歲，克罗地亚足球运动员和教练，死於白血病。[32]

### 18日
- 李新功，43岁，中國政治人物，原河南永城市委办公室副主任，因强奸11名未成年少女，觸犯強奸罪被判注射死刑。[33]
- 廉仲，87歲，中國政治人物，第七屆、八屆全國政協委員，原城鄉建設環境保護部副部長、黨組副書記。病逝。 [34]
- 鮑亦興（Yih-Hsing Pao），84歲，中華民國數理學家，中央研究院第16屆(數理科學組)院士。[35]

### 19日
- 史林·惠特曼（Slim Whitman），90歲，美國鄉村音樂、民俗音樂與西部音樂歌手、作曲家和吉他演奏家，因心臟衰竭逝世。[36]
- 霍恩·久洛（匈牙利語：Horn Gyula），80歲，匈牙利前總理，促進兩德統一。新浪新聞（页面存档备份，存于）
- 郭良蕙，87歲，台灣知名作家。
- 文斯·弗林（Vince Flynn），47歲，美國小說家，以反恐題材為主題。（页面存档备份，存于）

### 20日
- 吴征镒，97岁，中国科学院院士、植物学家。病逝于北京。[37]
- 詹姆士·甘多費尼 (James Gandolfini)，51歲，美國男演員，曾演出電視劇《人在江湖》 (又稱黑道家族)，因心臟病在羅馬病逝。[38]

### 21日
- 金鰲勳，66歲，台灣電影導演，《報告班長》系列為代表作。[39]
- 張光斗，101歲，中國著名水利水電工程專家和工程教育家、中國水利水電事業的主要開拓者之一，中國科學院、中國工程院院士，清華大學原副校長。病逝。[40]
- 李陽鳴，37歲，原名李磊，中國國家京劇院文武老生，祖父是京劇演員李萬春，祖母是梅蘭芳與尚小雲的弟子李硯秀。死於骨質細胞瘤。[41]

### 23日
- 杨春风、饶剑峰，中国登山家，是曾成功登顶世界第二高峰喬戈里峰的三位汉族人之中两人，于发生在巴基斯坦的2013年南迦帕爾巴特峰旅遊槍擊案中遭恐怖分子枪杀。[42]
- 李鳴鵰，92歲，台灣資深攝影家，與張才、鄧南光合稱為「台灣攝影三劍客」，代表作《牧羊童》為台灣攝影史上名作。雅虎新聞（页面存档备份，存于）
- 理查德·麦瑟森(Richard Matheson)，87岁，美國科幻小说家（页面存档备份，存于）
- 吉永祐介，81歲，日本前刑事檢察官，1970年代曾擔任調查日本重大案件——洛克希德事件的主任檢察官。死於肺炎。[43]
- 諸橋晉六，90歲，日本企業人物，三菱商事前社長，死於心臟衰竭。[44]

### 24日
- 史都華·畢格斯（英語：Stuart Biggs），53歲，美國電腦科學工程師，思科公司員工，參與思科認證互聯網專家（CCIE）認證考試制度建立，並於1993年7月19日取得全球第一張CCIE認證。[45]

### 25日
- 劉家良，78歲，香港男演員，邵氏電影公司著名武打明星及導演，死於淋巴癌。蘋果日報（页面存档备份，存于）
- 魏化杰，91歲，中國軍事人物，正軍職離休干部、原四十二軍軍長。病逝。 [46]

### 26日
- 馬克·里奇（Marc Rich），78歲，出生於比利時的企業家，嘉能可（Glencore）創辦人。死於腦中風。[47]
- 孫國棟，91歲，香港中國歷史學家，曾任香港中文大學歷史系主任、中文系主任及新亞書院文學院院長，著作包括《唐宋史論叢》等。[48]
- 天田昭次，本名天田誠一，85歲，日本刀匠，獲得三次正宗賞，1997年獲得日本政府認定日本重要無形文化財保持者（人間国宝）。2006年為日本皇室的二皇子秋篠宮文仁親王的兒子悠仁製作守刀。死於肺炎。[49]
- 加賀政雄，111歲，日本男性第二年長者，老衰逝世。[50]
- 魏耿，107歲，中華民國政治人物，第一屆國民大會代表，馬祖東海部隊前縱隊司令，於台北病逝。[51]

### 27日
- 千住文子，87歲，日本教育評論學者，著名音樂製作人千住明的生母，死於多重器官衰竭。[52]

### 28日
- 蔡明耀，64歲，中華民國政治人物，前高雄縣縣長，病逝。[53]
- 杜長江，57歲，台灣室內空間設計師，墜樓身亡。[54]

### 29日
- 吉姆·凱利（Jim Kelly），67歲，非裔美國人，美國武打演員及武術家兼運動員，癌症病逝。
- 莎拉·古雅-吉佑（Sarah Guyard-Guillot），31歲，法國籍加拿大太陽劇團女舞蹈員，在拉斯維加斯表演出大型劇目「KA」期間意外身亡。[55]
- 瑪格麗塔·哈克（Margherita Hack），91歲，義大利女性天文學家，死於心臟疾病[56]。
- 中村隆太郎，58歲，日本動畫導演。[57]

### 30日
- 下山敏郎，89歲，日本企業人物，奧林巴斯公司前社長，死於肺炎引致呼吸系統衰竭。[58]